# Mount Allyn
Mount Allyn är ett berg i Australien. Det ligger i regionen Dungog och delstaten New South Wales, i den sydöstra delen av landet, omkring 190 kilometer norr om delstatshuvudstaden Sydney. Toppen på Mount Allyn är 1 125 meter över havet, eller 13 meter över den omgivande terrängen. Bredden vid basen är 0,19 km.
Runt Mount Allyn är det mycket glesbefolkat, med 3 invånare per kvadratkilometer.. 
I omgivningarna runt Mount Allyn växer i huvudsak städsegrön lövskog. Genomsnittlig årsnederbörd är 1 103 millimeter. Den regnigaste månaden är februari, med i genomsnitt 195 mm nederbörd, och den torraste är maj, med 39 mm nederbörd.